# アメリカ合衆国のアマチュア無線免許
アメリカ合衆国におけるアマチュア無線の免許は連邦通信委員会（FCC）によって管理されている。担当部署はWireless Telecommunications Bureauである。

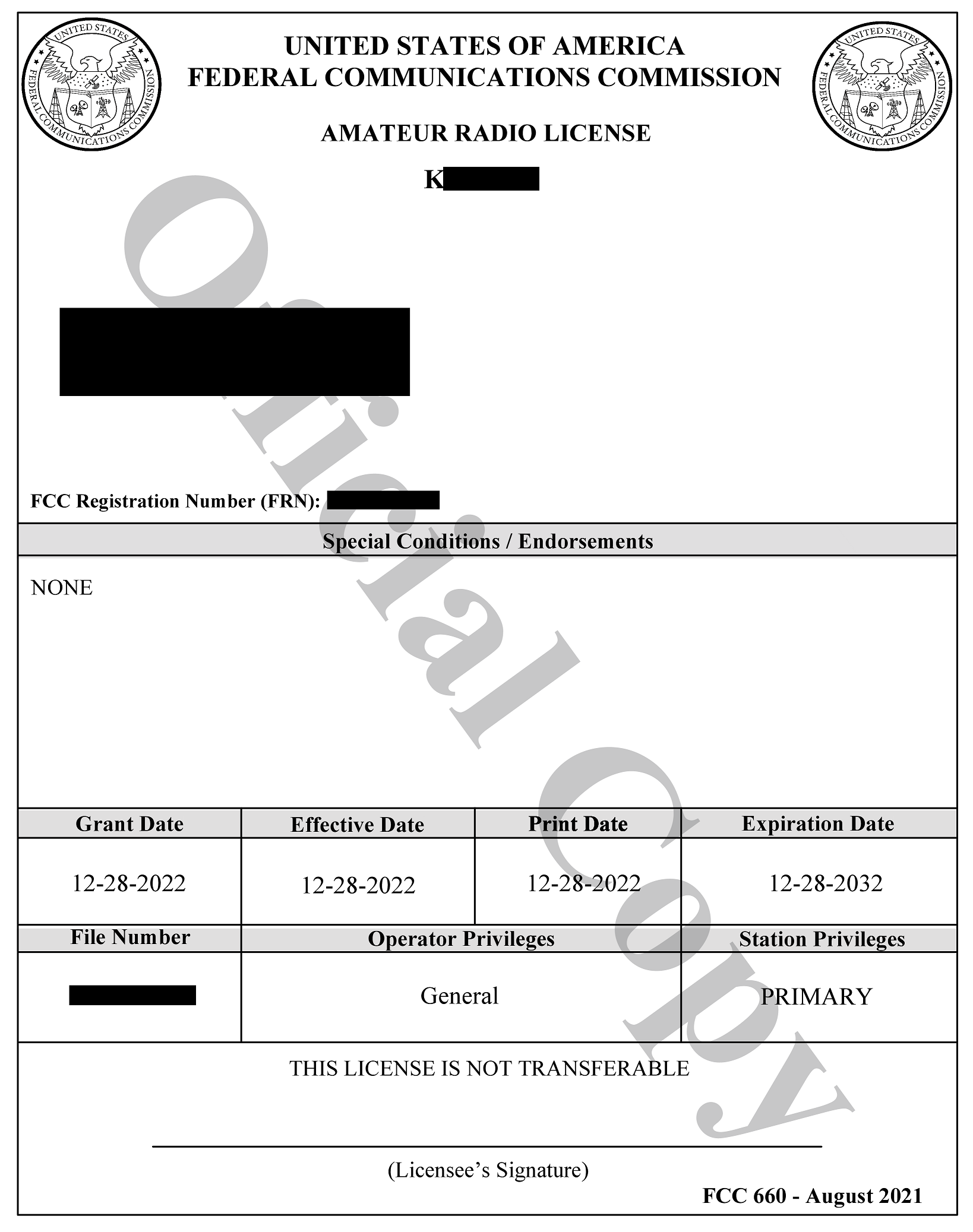
アマチュアラジオライセンス（2022年時点最新様式のオフィシャルコピー）

アマチュア局の操作に必要な免許は、アマチュアラジオライセンスと呼ばれ、所定の試験に合格すると、国籍や年齢に関係なく与えられる。ただし、規則により外国政府の代表者はライセンスを与えられない。日本のアマチュア局の免許制度とは異なり、オペレータライセンス（無線従事者免許に相当）とステーションライセンス（無線局免許に相当）が一括で管理されていて、共に有効期限は10年である[§97.5,9,25]。
FCCライセンス（免許）と俗称され、アマチュア関係の話題であれば"アメリカのアマチュア無線免許"を示すものであるが、FCCは米国領土内のすべての無線局の免許を発給しているので、アマチュア無線以外の話題でFCCライセンスと表記された場合、その分野の別の種別の無線免許を示すものとなることがある。

## 資格の種別

### オペレータライセンスクラス
概略として、日本では下級になるにつれて主に空中線電力の制限が厳しくなるが、米国では、主に周波数の制限が厳しくなっている。
現行の制度で免許を受けられるのは以下の3種類である。
| オペレータクラスの名称                 | 操作範囲 |
| -------------------------------------- | --- |
| アマチュアエクストラ （Amateur Extra） | 上級クラスで、米国領土内にて利用可能な全てのアマチュア無線の周波数帯（アマチュアバンド）を、最大空中線電力1.5kW PEPの操作が可能。 試験は50問の多岐選択式。 日本の第一級アマチュア無線技士相当の資格。 |
| ジェネラル（General）                  | 中級クラスで、遠距離交信が可能な短波の利用を許されるようになる。短波帯の各バンド内の一部分に使用できない周波数はあるが、アマチュアバンドで全く使用できないバンドはない。アマチュアエクストラと比較してもおおよそ8割の周波数を使用でき、最大空中線電力1.5kW PEPの操作が可能。 試験は35問の多岐選択式。 日本の第二級アマチュア無線技士相当の資格。 |
| テクニシャン（Technician）             | 初級クラスで、主に近距離交信に向いている超短波帯を利用するための免許。短波帯はほぼ使用できない。50MHz以上のアマチュアバンドで、最大空中線電力1.5kW PEPの操作と、短波帯（3.5/7/21と28MHzの一部）で、200W PEPの操作が可能。 試験は35問の多岐選択式。 日本の第四級アマチュア無線技士相当の資格。                                                    |

## 旧資格と歴史
米国では、1900年代初頭から非公式なコールサインを使用したアマチュア無線が運用されていたが、軍用通信への影響を懸念した海軍が独自にアマチュア無線に対する規制を開始。1912年の電波法成立により連邦政府が電波の規制を開始、当時のアメリカ合衆国商務労働省の管轄とされ、アマチュア無線へのコールサインの発給が始まった。1927年には連邦無線委員会(Federal Radio Commission/FRC)に管轄が変更。更に1934年に現在の連邦通信委員会(FCC)に管轄が変更された。1951年時点でアマチュアはClass A,B,Cと区分されていた。しかし、黎明期かつ世界大戦などの影響でアマチュア局運用禁止期間もあり、制度も度々変更され安定的ではなかった。
戦後の1951年に抜本的に見直されたものが現在の制度の基礎となっており、後に5度の大きな改正を実施している。現在のオペレータライセンスは、2000年の第4改正を基本としている。1951年以前のClassAはアドバンスド、ClassBはジェネラル、ClassCはコンディショナルへ統合された。改正によって廃止となった旧資格は、改正後の資格への統合又は現在もそのまま有効となっていて、無効となったものはない。操作範囲は改正により刻々と変化していて全てを網羅すると煩雑化することから、本稿では、旧資格の概要と現在どのように扱われているかを主として記述する。
- 改正の概略
  - 第1改正(1964年）　1951年の見直しから1年ほどで一時停止されていた上級ライセンス（アドバンスド、アマチュアエクストラ）の発行が再開され、上級ライセンスの権限が復活。停止中は、上級ライセンスもジェネラルと同じ範囲に制限。操作範囲再編により、ジェネラル（コンディショナル）クラスの短波帯操作範囲縮小。
  - 第2改正(1987年）　ノビス、テクニシャンに短波帯(28MHzの一部)の操作範囲拡大。Element3が3Aと3Bに分割。
  - 第3改正(1991年）　モールス符号のない資格を初創設。テクニシャンをモールス試験なし（No Code Technician）に改訂し、以前までの又は任意受験のモールス（コード）試験に合格したテクニシャンは、テクニシャンプラスとなった。
  - 第4改正(2000年）　半世紀にわたる制度変更で複雑化していた試験制度を整理。オペレータクラスの整理統合により、現在の3クラスに変更となった。アドバンスド、テクニシャンプラス、ノビスの3資格が廃止となった。テクニシャンプラスは、テクニシャン（モールスコードクレジット）と改められた。ライセンスの電子化（後述）が開始。
  - 第5改正(2007年）　ITU規則の改正に伴う、短波帯のモールス符号の技能要件の廃止（ノーコードライセンスの短波帯解禁）により、全クラスでモールス符号の試験を完全に廃止。テクニシャンのモールスコードクレジットも廃止しテクニシャンに統合。モールス試験を受けていないテクニシャンに対してもモールス符号の操作権限を追加し、モールス符号は特別な試験を受けずとも誰でも利用できることとなった。

| 当時のクラス                                              | 期間               | 現在の状態               | 操作範囲など |
| --------------------------------------------------------- | ------------------ | ------------------------ | --- |
| コンディショナル （Conditional）                          | 1951-1978年        | ジェネラルに統合         | 現在は有資格者は存在しない。当時は、FCCが直接アマチュアライセンス試験を行っていたが、地理的理由等によりFCCの試験場で試験を受けられない場合は、ジェネラル以上の免許を受けている者2名の立会で、特別に試験を実施することができ、この試験に合格した者に与えられたクラスである。操作範囲は当時のジェネラルと同じもので、特別試験による資格者であることを示すクラスであった。現在のVE制度の始まりとされる。日本の第二級アマチュア無線技士相当の資格。 |
| アドバンスド （Advanced）                                 | 1951-2000年        | 有効                     | 現在のアマチュアエクストラとジェネラルの中間の資格。当時のElement4Aの合格者。操作範囲は、短波帯で利用できる周波数がジェネラルより若干（+275Hz）増加する以外は、現在のジェネラルと同一。日本の第二級アマチュア無線技士相当の資格。 一つ上のElement4B+20WPMのコード試験に合格すると、アマチュアエクストラにアップグレードとなった。 |
| テクニシャン （Technician、モールス試験あり、短波帯あり） | 1951-1991年2月14日 | 現テクニシャンとして有効 | 当初はElement3（筆記）に合格したが、13WPMのコード試験に合格できていない者のクラスであったので、コード試験に合格すればジェネラルにアップグレードされた。しかし、1987年の第2改正で厳格化され、Element3が3Aと3Bに分割された、テクニシャンはElement3A、ジェネラルへのアップグレードにはElement3B+13WPMのコード試験の合格が必要となった。ノビスの時点で5WPMのコード試験には合格しているので、ノビスに許されていた一部の短波帯ももちろん使用することができた。当時の操作範囲は、50MHz以上のジェネラルの範囲とノビスの範囲。現在の操作範囲は、テクニシャンの範囲と同じ。日本では、現行のテクニシャンはコード試験がないため、第四級アマチュア無線技士相当とされているが、この時期のものは別枠で第三級アマチュア無線技士相当資格。1991年の第3改正で、テクニシャンプラス（後のモールスコードクレジット）に改められたが、第5改正で現在のテクニシャンに再統合された。 |
| テクニシャン （Technician、モールス試験なし、短波帯なし） | 1991-2007年        | 現テクニシャンとして有効 | モールス符号の試験がない。1991年までは、アマチュアオペレータにもモールス符号の技能（下級ノビスの合格）が必須とされていたが、ITU規則の変更に合わせて、ここで初めてコード試験のない資格が設けられた。ノビスを受験せずとも飛び付き受験ができ、Element3Aの筆記（2000年からはElement2）試験合格のみでよい。 当時は画期的な試験でアマチュア人口の増加に大きく寄与した。50MHz以上のアマチュアバンドのみ1.5kW PEPでの操作を認められていた。 最終的には、2007年の第5改正で短波帯のモールス符号の技能要件の廃止（ノーコードライセンスの短波帯解禁）により、コード試験合格者との区別が不要となり、下記テクニシャンプラスやモールスコードクレジットが廃止されテクニシャンに一本化、更に全てのテクニシャンにコード試験合格者と同等の操作権限が追加され、現行のテクニシャンになっている。 |
| テクニシャンプラス （Technician Plus）                    | 1991-2000年        | テクニシャンに統合       | 現在は有資格者は存在しない。1991年までにテクニシャンであった者又は1991-2000年に任意受験のコード試験に合格した者又はノビスからのアップグレードした者に与えられていた資格。1991-1994年の間は、当時に新設されたノーコードテクニシャンと区別はされていたが名称がなかった。当時の操作範囲はノビス+50MHz以上のジェネラルの範囲。実質的には旧テクニシャンの復活であった。ノーコードテクニシャンとの差別化のための資格であったが、2000年の第4改正で新規免許はされなくなり、更新等の機会に自動的に「LICENSE CLASS CONVERTED PER 97.21a3」のエンドーズメントを付されて全てテクニシャンに統合された。更に2007年まではTechnician with Morse Code Credit（Technician w/HF、モールスコードクレジット）がテクニシャンプラスと同等の権限を持っていたが、これも改正により統合廃止。2010年に最後のテクニシャンプラスのライセンスが失効し、このクラスのライセンスは存在しなくなった。 |
| ノビス （Novice）                                         | 1951-2000年        | 有効                     | 当初は、エントリークラスの‘up-or-out’ライセンスとして、2年間有効（1年期限+1年更新猶予期間）で更新ができないライセンスであったので、期限以降もアマチュア局を操作したい場合は、必ず上級にアップグレードする必要があった。また、失効後の再取得もできないとされていた。基礎筆記試験（basic theory）+5WPMのコード試験が課されていた。1978年の改正で他のクラスと同様5年間（当時）有効で更新、再取得可能に改められた。 後の1991年の第3改正でノーコートテクニシャンが創設された際に、ノビスからのアップグレードはテクニシャンプラスになって差別化されていた。 短波帯のCW（モールス符号）限定の資格で、アマチュアバンドのうち、3.5/7/21MHz帯の一部分でCWモードと、28MHz帯の一部分でCW+電話とデジタルモードを200W PEP、220MHz帯は全モードを25W PEP、1200MHz帯は全モードを5W PEPで操作が可能。 単独の資格としては2000年の第4改正で廃止されているが、2007年の第5改正までは、テクニシャン（モールスコードクレジット）として同等の操作権限が追加で与えらえていたことから、事実上残存していた。2007年の第5改正で、前述のノーコードライセンス化により全てのテクニシャンに旧ノビス同等の操作権限が追加で認められたことにより、完全な廃止となったが資格としては現在も有効である。日本の制限つき第三級アマチュア無線技士相当の資格である。 |

## 試験の実施
冒頭記述の通り受験資格は定められていないので、外国人や幼年であっても受験し合格すればライセンスが与えられる。ただし、規則により受験の時点で米国内の連絡先住所及び電子メールアドレスを保有し、ライセンスを与えられた後もこれらを正確な情報に維持することが求められている。[§97.23]
試験は、連邦通信委員会が認定したボランティア試験団体（VEC）により管理され、VECに所属するボランティア試験員（VE）によって、世界各国で実施されている。連邦通信委員会規則により試験の実施にはVEが3名以上必要なため、VEは別途VECごとにVEチームを組織し、共同して試験を実施している。[§97.521]
現試験区分は、2000年第4改正後のもので、Element2からElement4までの3段階あり、次のようにライセンスが与えられる。
- Element2合格　テクニシャン
- Element2+3合格　ジェネラル
- Element2+3+4合格　アマチュアエクストラ

Element1はモールス符号（5wpm）の試験であったが、前述の通り2007年第5改正のノーコードライセンス化によって試験が廃止となっているので、現在は実施されていない。
日本のように飛び級受験することはできず、必ずElement2から順に受験して合格していく必要があるが、アップグレード（昇級）を望まない場合は、途中のElementで終了しても良く、アップグレードを希望する場合もElementごとに複数回に分割して受験することも可能であるが、この場合は受験料が都度必要となる。[§97.501,503] 
試験問題は4択選択式で、74%以上の正答で合格。クエスチョンプールと呼ばれる候補問題の中から出題される。試験問題はNCVECと呼ばれる複数あるVECを統括する組織が作成、管理している。[§97.523]
試験手数料は各VECが定めているが、連邦通信委員会規則により、必要以上の経費の徴収は認められていないので、安価に設定されており、アメリカ無線中継連盟（ARRL）の場合は$15となっている。[§97.525,527]
なお、連邦通信委員会はVE実施の試験に合格しライセンスを与えた後でも、規則により連邦通信員会の監督下による再試験（readministration）を課すことができ、再試験に出頭しなかったり合格しなかった場合にはライセンスが取消される。[§97.519]
VE試験は1984年から全てのアマチュアライセンスで実施できることとなった。以前は、ノビスはVE試験が認められていたが、テクニシャン以上のライセンスは、原則として連邦通信委員会の試験場での受験が必要であった。

### CSCE（合格証明書）
VE及びVECは、ライセンスの発行は行えないため試験合格者から連邦通信委員会に対する申請書類を預かり、合格を証する書類としてCSCE（Certificate of Successful Completion of Examination、試験合格証明書）を発行する。CSCEは、有効期限（365日）を経過するか、CSCEに対応するライセンスが連邦通信委員会より発行された時点のどちらか早い時に効力を失う。
CSCEの効力は以下の通りである。
- 試験合格を証明する。
- ライセンス（コールサイン）が未発行や未更新の段階で、更に上級にアップグレード受験する際は、提示することにより、合格済みのエレメントは受験を免除される。ただし、そのCSCEに対するライセンスが発行された後は効力を失うため、CSCEではなくライセンスのオフィシャルコピーを提示する。
- 既に有効なアマチュアラジオライセンスを有している（アップグレードでコールサインがある）場合は、CSCEが手渡された時から（ライセンスの更新を待つことなく）、新しいライセンスクラスでの操作が可能となる。ただし、ライセンスが更新されるまでの間はコールサインの後に特別な識別子を付し、有効期限内にオペレータライセンスの更新を申請しなければ効力を失う。

### ボランティア試験員
アマチュア資格試験は、ボランティア試験員(VE)により実施管理されている。試験員が有するオペレータライセンスにより従事できる試験の区分が制限されている。[§97.509]
| 保有ライセンスクラス | 従事可能な試験種別                               |
| -------------------- | ------------------------------------------------ |
| アマチュアエクストラ | 全ての区分の試験                                 |
| アドバンス           | Element2（テクニシャン）、Element3（ジェネラル） |
| ジェネラル           | Element2（テクニシャン）                         |

試験を実施管理するには、前述の所定のオペレータライセンスの他、18歳以上であること、VECへの登録（認定）、VEチームへの加入が必要。VECへの登録時には、所定の審査が実施される。

## 無線局免許

### ステーションライセンス
初めて試験に合格すると、アマチュアラジオライセンス（オペレータライセンス+ステーションライセンス）が連邦通信委員会より発行される。この際にコールサイン（識別信号、システマチックコールサイン）も自動的に与えられる。期限は10年間で、90日前から更新が可能。いわゆる包括免許方式となっており、オペレータライセンスと連邦通信委員会規則により認められている範囲内であれば米国内で自由に無線局を開設し、無線設備の設置や変更、移動も可能である。[§97.9,17]
コールエリアは連絡先住所に基づき決定されるが、引っ越し等してコールエリア外となった場合でも、変更の必要はないが、システマシックコールサイン変更申請又は後述のバニティコールサイン制度により変更も可能である。取得後にステーションライセンスで届出が必要なのは、通常は連絡先住所の変更、該当者のみ氏名とオペレータクラスの変更のみである。ただし、通常のアマチュアに許可されている範囲を超える場合は、STA（Special Temporary Authority）という特別許可が必要である。
免許手数料は新規、更新ともに$35で、連邦通信委員会より直接徴収されるのでクレジットカード等により納める。オペレータライセンスのアップグレードや住所変更、システマチックコールサインの変更は手数料無料である。

### バニティコール
希望コールサイン取得制度。希望者は、未使用か、前使用者のキャンセルから2年を経過した空きコールサインを選択して自身のコールサインに変更することが可能。米国では1人1コールサインの原則があるため、あくまで変更となり、旧のコールサインは、この制度により再度取り戻した場合を除いて一切使用できなくなり、2年後には更に第三者が取得することも可能。
そのコールサインの旧所有者本人や近親者のコールを引き継ぐ場合は、待期期間（2年）がなく、優先的に取得することができる。[§97.19]
基本的にコールエリアに関係なく希望できるが、一部の島しょ地域はその地域に連絡先住所があることが条件となる。希望できるコールの種類、文字数等は、オペレータライセンスにより制限される。
変更の都度、免許手数料$35が必要となる。

## ライセンスの完全電子化
1999年よりULS（ユニバーサルライセンシングシステム）が導入され、ライセンスの電子化が行われた。2021年より完全電子化され、いわゆる紙の免許証の発行を行わなくなっている。免許の原本はULSの電子記録であるとされ、紙の免許証が必要となる場合は、ULSから公式証明書（オフィシャルコピー）を取得、印刷して使用することとなっている。なお、オフィシャルコピーを印刷した場合、所定の欄に本人が署名することにより有効となる。

## 日本と比較した主な制度の違い
- 免許の管理方法

オペレータライセンスとステーションライセンスが一括で管理されているので、上級のオペレータライセンスを取得した場合は、１度の申請で変更される。
日本では、無線従事者免許と無線局免許は別個の管理であるので、上級の無線従事者免許試験に合格した場合は、まずは無線従事者免許申請を行って免許証が交付された後に、別途、無線局の無線従事者資格変更申請を行って新たな周波数や空中線電力等の指定を受けるところまで完了しなければ、実質的な操作範囲は従前のままとなる。
- 免許の交付方法

完全電子化で、ULSに登録されている電子データが原本とされている。米国内では免許携帯義務等もない。
日本では、無線従事者免許証及び無線局免許状が書面で交付され、その書面が原本である。更に無線従事者免許証については業務に従事中は携帯が必要、無線局免許状については、設置（常置）場所に原本を備え付けることが必要。
- 免許の有効期限

ステーションライセンス及びオペレータライセンス共に10年間で、有効期限日の90日前から更新手続きができる。更新すると、現在の有効期限日から更に10年延長され、コールサインもそのまま使い続けることができる。更新せず有効期限を経過した場合、自動的に2年間の更新猶予期間（オペレータライセンスは凍結、ステーションライセンスは失効）となり、猶予期間中にULSから所定の申請をし、手数料を納付すれば、無試験でオペレータライセンス（失効時と同じクラス）が復活し、新たなステーションライセンス（免許期間とコールサインは新たに指定）を与えられる。ただし、更新猶予期間中（有効期限切れから復活の申請が認められるまで）の間はライセンスがないためアマチュア局の運用は許されない。また、旧コールサインはステーションライセンスの一部で失効状態であるため、コールサインも復活したい場合は、新たなステーションライセンスを受けた後に、バニティコール申請（本人の旧コールサインは2年の待期期間なし）で旧コールサインの指定を受ける必要（再度手数料も納付）がある。更新猶予期間2年を超えた場合は、オペレータライセンスも失効するため再試験となるが、受験軽減措置を受けることができ、失効した旧オペレータライセンスがジェネラルクラス以上の場合は、それを証明できること（旧オフィシャルコピーや旧ライセンスアーカイブのリファレンスコピー等の提示）を条件として、Element2（テクニシャン相当）のみ再試験を受験し合格すれば、失効した旧オペレータライセンスと同じクラスのライセンスを復活することができるようになっている。旧オペレータライセンスクラスが証明できない場合は、新規受験者と同様の取得手続となる。旧オペレータライセンスがテクニシャンの場合はElement2の試験受験と同等であるため、特に軽減措置はないが、1987年3月21日より前に免許されたテクニシャンクラスの場合には、Element2の合格を条件に、新たにジェネラルクラスとしてオペレータライセンスを復活することができる経過措置がある。
日本では、無線従事者免許は無期限、無線局免許は5年。無線局免許を失効させた場合は、改めて開設（新規）免許申請を行う必要があり、開設申請の際に本人の旧コールサインが空いていることと、無線設備の設置（常置）場所が、旧コールサインのエリアと同じであることを条件として、旧コールサインの割り当てを希望することもできる。
- 設備の変更等

各オペレータの操作範囲内の設備であれば、特に申請等は不要。
日本では、原則として設備についても申請（又は届出）が必要。
- コールエリアをまたがる無線設備の移設（転居）

コールサインの変更は不要（変更を希望することも可能）。
日本では、必ずコールサインが変更となる。
- 複数コールサイン取得

1人1コールの原則があるので複数コールサインは不可。
日本では、コールエリアが異なる場所を設置（常置）場所とする場合、必ず別のコールサインが割り当てされる。
- 移動しない局と移動する局

そのような概念はなく、規則内である限り米国内どこでも最大電力で操作できる。ただし、規則§97.13により制限されている場所での運用は禁止または届出等が必要。
日本では、移動しない局の免許を受けなければ50Wを超える電力を扱えないが、複数の場所で50W超を扱いたい場合は、それぞれの場所での免許を取得する必要がある（すべての局に免許手数料と電波利用料が必要）。移動する局は50W以下の電力ではあるが、どこでも運用が可能である。

## 日本国内での有効性と相互承認協定
法的根拠は、電波法第39条の13、電波法施行規則第34条の8により告示された、平成五年郵政省告示第三百二十六号「電波法施行規則第三十四条の八及び第三十四条の九の規定に基づく外国において電波法第四十条第一項第五号に掲げる資格に相当する資格、当該資格を有する者が行うことのできる無線設備の操作の範囲及び当該資格によりアマチュア局の無線設備の操作を行おうとする場合の条件」が根拠である。免許手続上は「施行規則第34条の8に規定する外国政府の証明書」と総称される。

### 相互承認協定
日本（外務省）と米国（在京米国大使館）は、1985年に「一方の国の免許を与えられたアマチュア無線従事者が他方の国においてその無線局を設置し及び運用することの許可の相互付与に関する日本国政府とアメリカ合衆国政府との間の取極（口上書）」（相互承認協定、Reciprocal Operating Agreements）を二国間で締結している。
この協定により、一方の国民が自国政府より発行されたアマチュア無線従事者免許を与えられ、かつ、自国政府より免許を与えられたアマチュア無線局を運用する者に対して、相互主義に基づき、他方の国においてアマチュア無線従事者として自己の無線局を設置し運用することを他方の国の政府から許されることを確認している。ただし、予め許可を受けなければならないことと、他方の国の都合によりいつでも許可を取り消すことができる権利を留保している。
その他、この取極を終了する場合は6か月前に通知することが確認されているが、具体的な事項については、それぞれの国の法令によることとされている。
また、この協定では、あくまで自己の無線局を許可を受けて設置し運用すること（無線局免許）を定めているので、他方の国の無線従事者資格の発行（書換や切換）は行われない。

### 社団局の操作の特例
外国人に対して初めてアマチュア局の無線設備の操作を認めたのは1970年9月に米国のアマチュア資格の保有者に、社団局の構成員である場合に限定して操作を認めた。後にドイツ、フィンランド、アイルランドとも締結した。
後の1985年の相互承認協定についても上記4カ国は締結しているが、この初期の協定（旧協定）は、改正が重ねられ、社団局操作の特例として現在も有効であり、区別されている。
外国資格によって社団局を運用する場合には、次のような条件が付されている。別表第１号（相互承認協定）と第２号（旧協定）があり、第２号は上述4カ国のみに適用できる。
- 総務大臣の登録を受けること。 　国による免許確認手続である。ただし、日本国内で個人局を開設している場合は、登録を要しない。
- 操作する社団局の構成員として選任すること。
- 第１号により操作する場合は、別表第１号に定められた範囲内であること。 　第１号による場合、基本的に外国の資格ごとに各級アマチュア無線技士として操作が認められるため、その外国の資格で本来操作できる範囲とは異なり、各級アマチュア無線技士の操作範囲が適用される。
- 第２号（旧協定）により操作する場合 　注：1985年より前に協定を締結した4カ国のみ
  - 第一級又は第二級アマチュア無線技士の他、定められた資格を持つ構成員の指揮の下で運用すること。※第三級及び第四級アマチュア無線技士は指揮できない。

- 操作の範囲は、外国の資格でできるとされている操作の範囲内、指揮する者の資格の範囲内、操作する局の免許の範囲内、第２号の範囲内の4つの条件をすべて満たすものであること。 
  - 　この第２号による操作は、アメリカの資格の場合、第１号より周波数範囲は減少することとなるが、空中線電力について特別の規定がない（ノビスに限り200W）ため、指揮する者の資格によることとなり、第１号より拡大することもできる。ジェネラルの資格で操作する場合、第１号では第二級とされるため、全バンド全モード200Wであるが、第２号であれば、周波数の制限はかかるものの、指揮する者が第一級であれば最大1kWまでの運用が可能である。逆に指揮する者が第二級であると、利点はないため第１号による操作が有利である。　テクニシャンの資格で運用する場合は、第１号では第四級とされるため、HF10W、V/U20Wで、HF帯も含めて操作が可能である。第２号では、30MHz以上の周波数という制限がかかり30MHz未満のHF帯の操作ができなくなるものの、指揮する者が第一級であれば50MHzを最大1kW、第二級なら50MHzを最大200Wで運用できる。V/Uは指揮する者の資格に関わらず一部例外を除いて50Wが最大である。よって、50MHz～430MHz帯を操作する場合は第２号での操作が空中線電力上は有利である。

- 外国の資格の証明書及び総務大臣の証明書を携帯すること。（個人局を開設済みの場合は登録は不要である。）

　なお、自身で開設した個人局の操作をする場合は、この規則は適用されないため、第１号として登録することなく（無線局免許が登録と同じ性質を持つため）、一人単独で、各級アマチュア無線技士としての操作が可能、また、第２号（旧協定）対象の国の資格者でも、第１号として運用する場合は、社団局であっても一人単独で、各級アマチュア無線技士としての操作が可能である（登録の義務と外国の証明書の携帯義務はある）。

### 実状

#### 日本側
相互承認協定に基づき国内法令（告示）を整備し、米国のアマチュア無線免許は、オペレータライセンスごとに、告示別表第１号に定められている各級アマチュア無線技士とみなされ、日本の無線従事者免許を受けていなくても日本国内でアマチュア無線局を開設することができる。ただし、米国のクラブ局ライセンスはオペレータライセンスが存在しない（無線従事者免許がない）ので根拠とすることはできず、それぞれが保有する個人のオペレータライセンスで申請する必要がある。
日本では、アマチュア局を開設、操作する際に国内の無線従事者免許又は告示に基づく外国の免許のいずれか一つ（一般的には操作範囲の広い免許）を自由に選択することができるので、米国のアマチュア無線免許を無線従事者資格として選択することも可能である。協定上では、いわゆる国籍要件が定められているが、これは最低限、この条件を満たすものには双方許可を与えるという趣旨であるため、現在日本国内で施行されている法令においては国籍要件は定められていない（1993年までは定められていたが緩和され削除された）ため、日本国民が米国のアマチュア無線免許を従事者資格として使用することも可能である。
ただし、無線局免許状の有効期限は日本国籍を有する者が開設する場合は5年又は外国の免許の有効期限のどちらか短い方となり、再免許時に米国のライセンスの期限が5年未満であると、米国のライセンスの有効期限に合わせる形となるため、5年に満たない（タイミングによってはごく短期もあり得る）有効期限が指定される不利益は生じる。この場合は予め米国側のライセンスを日本の免許状に合わせて更新期間外更新（残期間は全て失効して、手続日から10年）するか、前述の日本の免許状を合わせるかの対応が必要である。通常は1度調整すればその後はずれることはない。外国籍の者が開設する場合は、永住者の場合は5年、その他の者の場合は在留許可期間内とされる。在留期間を超える許可は不可能ではないが、その免許期間が妥当であることを証明しなければならない（電波法関係審査基準第15の20,21）。
また、「自己の無線局を設置し運用すること」という条件の範囲内である個人局では、日本の無線従事者免許とその権限は同一であるが、社団局の運用については、上述のとおり異なる操作範囲や条件があるので、よく確認が必要である。また、無線従事者免許を要件とされている従事資格（アマチュア無線技士養成講習講師や登録検査等事業者等点検員資格）は、条件を逸脱しかつ日本の無線従事者でもないため認められない。
日本→米国では許可が不要なのに対して、米国→日本では許可が必要であることから相互的ではないという指摘もあるが、これは元々の取決めの時点で双方許可を要する規定としてスタートし、後に米国側が自主的に取決めより緩和したもので、取決めは改正されていないため、解消されることが望ましいが問題はない。（前述のとおり、取決めは最低限を定めたものである。）

#### 米国側
米国側でも原則として、日本の無線従事者免許と無線局免許を有していれば、米国のアマチュア無線免許を有していなくても、アマチュア局の開設、運用を許しているが、これは米国内に訪問（実際に米国内に滞在）して、目の前にある無線機を操作運用することを許されるものであり、後述のリモートコントロールには適用されない。現在は、日本の無線局免許の範囲内かつアマチュアエクストラの範囲であれば既に許可されているため、個別の許可は必要ない。ただし、日本の無線従事者資格がたとえ第一級アマチュア無線技士であっても、無線局免許がハンディ機1台(144/430MHz 10W)のような状態であると、その範囲内でしか許されず、満足な運用ができない。また、日本の無線局免許を受けていなかったり、社団局（クラブ局）の構成員のみの場合は、無線従事者免許を保有していても「自国政府より免許を与えられたアマチュア無線局を運用する者」という協定上の条件を満たさないため、運用すら許されない（申請による個別免許制度もない）ことから、米国では外国人に対してもアマチュア免許のライセンスを認めている。米国でも業務無線ライセンスは、受験資格として市民権又は就業できる権限が必要とされている。
ただし、米国では規則により自国資格を優先としているため、米国のアマチュア無線免許を有している場合は相互承認協定は適用されず、与えられている米国のアマチュア無線免許に従って操作することとされているので、日本の免許より米国のライセンスが下級となると上述と同様に操作範囲を狭めてしまうこととなるため注意が必要とされている。日本とは異なり、資格を選択することができない。

## コントロールオペレータとリモートコントロール
- 設備と運用者の関係 　アメリカのアマチュア無線局は、無線設備を物理的に設置管理する「ライセンシー」と、無線機を通信操作する「コントロールオペレータ」の総体である。ライセンシーはライセンシー自身が否定しない限り、コントロールオペレータでもあると推定されることとなっている。ここまでは無線設備と無線従事者を無線局の総体とする日本とほぼ同じであるが、アメリカでは、ライセンシーが認めれば、アマチュアライセンス（相互承認協定等による外国人運用を含む）を有する別人をコントロールオペレータとして、そのコントロールオペレータの有する権限（コールサイン、ライセンスクラス）に基づいて他のライセンシーが設置する無線局を立会等不要で操作することが許可されている。
- リモートコントロール 　アメリカでも、アマチュア無線局のリモートコントロールが許可されており、リモートコントロールによる商用のレンタルシャックサービスも存在する。リモートコントロールの際のコントロールポイント（実際にコントロールオペレータが存在し無線機をリモート操作する場所）は、米国外であっても構わず、国境を越えて他の国からアメリカのアマチュア局を操作することは原則問題ない。 　ただし、アメリカのアマチュア局をリモート操作できるのは、FCC規則によりアメリカのアマチュアライセンスを有する者がFCC発給のコールサインを使用する場合のみとされ、相互運用協定での運用者には許可されていない。 　相互運用協定では実際に米国内に滞在している場合でも、目の前にない無線設備（リモートコントロール局）を操作することは同様に認められていない。リモートコントロールが可能な局であっても、局の無線設備が物理的に設置されている場所に出向いて運用することは支障ない。故にアメリカのリモートコントロール局を利用して「W1/JA1***」のような運用はコントロールオペレータが米国内外どこに滞在しているかを問わずできないので注意が必要である。

## 類似の無線システム
アメリカでは、個人でも利用可能な無線システムとして、次のようなシステムがある。なお、わかりやすく日本の無線システムと対応させて説明しているが、周波数割り当てや法制度の違いにより、アメリカの無線システムを日本国内で使用することは違法である。
- Family Radio Service(FRS)　ライセンス不要。周波数460MHz帯で最大2W。日本でいう特定小電力トランシーバーに相当する。
- General Mobile Radio Service(GMRS)　ライセンス（ステーションライセンス）が必要であるが、オペレータライセンスは不要なので申請（要手数料）のみ行えば、無試験でライセンスは取得できる。ライセンスは個人のみに発行され、ビジネス用途での使用はできない。460MHz帯で最大50Wである。一部周波数はFRSとも周波数を共用している。コールサインが割り当てされ、アマチュア無線局のように通信時には局を識別のために送信することが必要。日本のデジタル簡易無線登録局に相当する。
- Citizens band radio(CBRS)　ライセンス不要。27MHz帯。いわゆるCB無線で、個人の他ビジネス用途での使用も認められている。日本と同様に以前はライセンスを必要としたが、現在はライセンスが必要なく、過去に発行されたライセンスの更新も行われていない。ライセンスがないためコールサインもないが、局を識別するために仮想ハンドルネーム(on-the-air pseudonym "handle")を使用することが認められている。
- Multi-Use Radio Service　ライセンス不要。VHF CBと呼ばれ、上述27MHz帯CBのVHF帯を使用するものである。周波数150MHz帯で出力2W。27MHzCBと同様、個人の他ビジネス用途での使用も認められている。